# Clarence Dietz Brenner
Pour les articles homonymes, voir Brenner.
Clarence Dietz Brenner (Warren, Ohio, 4 novembre 1892 - Berkeley, Californie, 26 novembre 1977) est un musicologue américain, spécialiste des rapports entre la musique et le théâtre.

## Œuvres
- L'Histoire nationale dans la tragédie française du XVIIIe siècle, Berkeley, 1929.
- Henry IV on the French Stage in the Eighteenth Century, 1931.
- Le Développement du proverbe dramatique en France et sa vogue au XVIIIe siècle, Berkeley, 1937.
- A bibliographical list of plays in the French language, 1700-1789, Berkeley, 1947.
- Dramatizations of French short stories in the eighteenth century, Berkeley, 1947.
- The Theatre italien, its repertory, 1716-1793, Berkeley, 1961.
- The French dramatic proverb, Berkeley, 1977.